# Schrankia anatolica
Schrankia anatolica là một loài bướm đêm trong họ Erebidae.